# 十二吐乡
十二吐乡是中华人民共和国内蒙古自治区赤峰市林西县下辖的一个乡。
2012年1月20日，内蒙古自治区人民政府批复同意从林西镇划出部分区域，设置十二吐乡，辖巴吉沟、乌兰沟、十二吐、枕头沟、下账房、西山根、苏泗汰7个村，驻西山根。

## 行政区划
十二吐乡下辖以下村级行政区划单位：
十二吐村、巴吉沟村、乌兰沟村、枕头沟村、下仗房村、西山根村和苏泗汰村。